# Silda truncatalis
Silda truncatalis là một loài bướm đêm trong họ Noctuidae.